# Jules Walrand
Jules Henry Walrand, né à Maubeuge le 3 octobre 1852 et mort dans cette ville le 2 mai 1920, est un homme politique français.

## Biographie
Il descend de l'une des plus anciennes familles de cette ville, l'un de ses oncles fut nommé maire de Maubeuge à la proclamation de la République en 1848 et ensuite de 1863 à 1870.
Le 15 mai 1888, il remporte les élections municipales et deviendra le maire de Maubeuge (Nord) de 1888 à 1919. Lors de l'inauguration du monument commémoratif de la victoire de Wattignies, le 5 novembre 1893, il reçoit la Légion d'honneur des mains du président de la République Carnot. Il porta un grand intérêt à tout ce qui touché l'enseignement, il donna un essor aux écoles et au collège, en transformant ce dernier en collège professionnel. 
Lors de la prise de Maubeuge en août 1914 par les Allemands, il reste le maire de cette ville, en 1919 il reçoit le président de la République Raymond Poincaré de visite à Maubeuge. Cette même année, il quitte la politique et il meurt le 2 mai 1920.

## Distinctions
- Chevalier de la Légion d'honneur (1893).
- Officier de l'Instruction publique.